# Thwaites-gleccser
A Thwaites-gleccser egy széles és hatalmas antarktiszi gleccser, amely a Murphy-hegytől keletre, Marie Byrd-föld Walgreen-partján található. 2019-ben a területe körülbelül 192 ezer km² volt, ami több mint kétszer nagyobb, mint Magyarországé.
A sarkkutatók 1959–1966-ban térképezték fel, és 1967-ben nevezték el hivatalosan Fredrik T. Thwaites (1883–1961) amerikai gleccserkutatóról. A gleccser a Pine Island-öbölbe ömlik, amely az Amundsen-tenger része. 

## Olvadása
A krioszféra sok más részéhez hasonlóan negatívan érinti az a gleccserek éghajlatváltozás, és 1850 óta tartó visszahúzódásának egyik legfigyelemreméltóbb példája.
A Thwaites-gleccsert szoros figyelemmel kísérik a  világtengerek szintjének emelkedésére ható nagy befolyása miatt.  Gyakran a „végítélet-gleccserének” is nevezik, mivel teljes összeomlása esetén 65 centiméterrel emelkedhet a világtengerek szintje. A Thwaites-gleccser olvadása már 2019-ben is a globális tengerszint-emelkedés mintegy 4 százalékáért felelős.

## Fordítás
- Ez a szócikk részben vagy egészben  a   Thwaites Glacier című angol Wikipédia-szócikk fordításán alapul.  Az eredeti cikk szerkesztőit annak laptörténete sorolja fel. Ez a jelzés csupán a megfogalmazás eredetét és a szerzői jogokat jelzi, nem szolgál a cikkben szereplő információk forrásmegjelöléseként.